# Hopen (groupe)
Pour les articles homonymes, voir Hopen.
Hopen est un groupe de pop français, originaire d'Avignon, dans le Vaucluse. Ses trois premiers albums se sont vendus à plus de quarante mille exemplaires.

## Biographie
Hopen est formé en décembre 2013 par quatre frères originaires d'Avignon, dans le Vaucluse. Contraction de « Hope » et « open », le groupe désire annoncer l'espérance au grand public,,,.
En 2017, ils s’installent à Boulogne-Billancourt, dans les Hauts-de-Seine, avec leurs épouses et tous sont désormais parents. « Nous avons emménagé ici suite à notre rencontre avec Michel Aupetit, alors évêque de Nanterre, raconte Camille. Il nous a félicités pour tout ce nous apportions et notre capacité à rassembler de plus en plus de jeunes. Il nous a proposé de nous installer dans la chapelle Saint-Pierre, rue du Point-du-Jour, pour y répéter ».
En 2018, le groupe publie un nouvel album, Que le monde sache.

## Récompenses
En juillet 2017, Hopen est élu meilleur groupe de l'année (prix du public) lors de la deuxième édition des Angels Music Awards.